# Landkreis Dachau
Landkreis Dachau är ett distrikt (Landkreis) i Oberbayern i det tyska förbundslandet Bayern. Huvudorten är Dachau.

## Geografi
Distriktets landskap kännetecknas i syd av myr och i norr av flera kullar. Största floden i distriktet är Amper som är en biflod till Isar.

## Infrastruktur
Järnvägslinjen München-Ingolstadt går genom Landkreis Dachau och i orten Petershausen har distriktet anslut till Münchens pendeltåg (S-Bahn).